# Tribseer Damm 78 (Stralsund)
Das Haus mit der postalischen Adresse Tribseer Damm 78 ist ein unter Denkmalschutz stehendes Gebäude in der Straße Tribseer Damm im Stadtgebiet Tribseer in Stralsund.
Der dreigeschossige Bau wurde im Jahr 1893 errichtet, das Königliche Eisenbahn-Betriebsamt unterhielt hier seine Verwaltung. Das Gebäude ist als gelber Backsteinbau mit roter Musterung ausgeführt. Die Straßenfassade prägt ein vierachsiger Mittelrisalit mit einem Giebel, der Formen der Neorenaissance aufweist. Die Fenster sind segmentbogig gestaltet, in den beiden Obergeschossen liegen sie in übergreifenden Blenden. Das Erdgeschoss ist durch einen umlaufenden Zierfries abgesetzt. Die Eingangstür ist aufwändig gestaltet, sie befindet sich in einem großen Rundbogenportal.
Das Gebäude ist in die Liste der Baudenkmale in Stralsund eingetragen.